# سیارک ۳۴۶۹
سیارک ۳۴۶۹ (به انگلیسی: 3469 Bulgakov، نامگذاری:1982UL7) سه هزار و چهارصد و شصت و نهمین سیارک کشف شده‌است که در ۲۱ اکتبر ۱۹۸۲ کشف شد.
قدر مطلق سیارک برابر ۱۱٫۰۰ است.